# فرانتس تئودور تسکوور
فرانتس تئودور تسکوور (انگلیسی: Franz Theodor Csokor; ۶ سپتامبر ۱۸۸۵ – ۵ ژانویهٔ ۱۹۶۹) نویسنده، و نمایشنامه‌نویس اهل اتریش-مجارستان بود.